# 夏川結衣
夏川 結衣（なつかわ ゆい、1968年6月1日 - ）は、日本の女優、元モデル。本名、宮川 美紀。芸能事務所taft所属。
熊本県八代市出身。八代白百合学園高等学校卒業。2024年8月時点での所属事務所は不明であったが、同年9月に『スポーツ報知』が所属事務所はtaftであることを報じた。
1991年度ユニチカスイムウェアキャンペーンモデル。

## 来歴
高校卒業後、福岡でモデル活動をしていたが、スカウトされ22歳で東京に進出する。雑誌『non-no』のモデルやユニチカスイムウェアキャンペーンモデルなどを経て、1992年にドラマ『愛という名のもとに』で女優としてデビュー、『空がこんなに青いわけがない』（1993年公開）で映画デビューし、『夜がまた来る』（1994年公開）で映画初主演を務める。『人間ドキュメント 夏目雅子物語』で夏目雅子役に抜擢されるなど第2の夏目雅子と言われるほどの美貌で人気を博した。

## 人物・エピソード
女優という職業について、雑誌のインタビューで「20代から30代前半は悩んでばかりだった。気持ちに余裕ができて楽になり始めたのは35歳のころ」と語っている。
主な親しい著名人は、阿部寛、堤真一、橋爪功、山本未來、鈴木砂羽、永作博美、映画監督の是枝裕和など。2010年のドラマ『新参者』のゲスト出演は「寿司をおごるから出てくれ」と主演の阿部寛から直接オファーされた。
夏川は自身のことを「不器用で小心者で欲張り」と評し（是枝裕和曰く「不器用で染まらない人」とも）、人前に出ることをあまり好まないが、近年は所属事務所の移籍などを機にトーク番組などにも出演するようになった。その際、共演者に私生活の様子を公開され、一人で回転寿司や牛丼屋などへ行けることや、姉御肌で明るい性格であることを明らかにされた。橋爪功やTBSアナウンサーの安住紳一郎からは「熱い人」と評されている。特に橋爪は映画『東京家族』の撮影の際、夏川から監督の映画にかける想いを熱弁され叱られた、と語っている。
横綱級の酒豪であると言われている。上京前にしゃぶしゃぶ店でアルバイト中、客に勧められるまま酒を飲んでしまい、解雇されてしまったという逸話がある。
趣味は読書、数独。愛読書はさいとう・たかをの『鬼平犯科帳』。
お風呂が大好きである。重度の野菜好きでもあり、白菜を千切りにしたものをサクラエビと炒めたものが得意料理。
左利き。

## 出演

### 映画
| 公開年 | 題名                               | 役名               | 備考                                                                                 |
| ------ | ---------------------------------- | ------------------ | ------------------------------------------------------------------------------------ |
| 1993   | 空がこんなに青いわけがない         | 青木かおる         | 映画デビュー作                                                                       |
| 1994   | 夜がまた来る                       | 土屋名美           | 主演作品（初主演) ヨコハマ映画祭最優秀新人女優賞                                     |
| 1995   | 藏                                 | 山中せき           |                                                                                      |
| 1996   | 罠 THE TRAP                        | 吉田百合子         | 『私立探偵 濱マイク』完結編                                                          |
| 1996   | GONIN2                             | 早紀               |                                                                                      |
| 1997   | 私たちが好きだったこと             | 柴田愛子           |                                                                                      |
| 1999   | 死国                               | 明神比奈子         | 主演作品                                                                             |
| 2000   | アカシアの道                       | 木島美和子         | 主演作品                                                                             |
| 2001   | DISTANCE                           | きよか             |                                                                                      |
| 2001   | 陰陽師                             | 祐姫               |                                                                                      |
| 2003   | 壬生義士伝                         | しづ、みつ（二役） |                                                                                      |
| 2003   | 卒業                               | 宮本泉             |                                                                                      |
| 2003   | スパイ・ゾルゲ                     | 尾崎英子           |                                                                                      |
| 2003   | 座頭市                             | おしの             |                                                                                      |
| 2004   | 油断大敵                           | 牧子先生           |                                                                                      |
| 2006   | 花よりもなほ                       | おりょう           |                                                                                      |
| 2006   | ゲド戦記                           | 王妃               | 声の出演                                                                             |
| 2007   | 天然コケッコー                     | 右田以東子         |                                                                                      |
| 2008   | 歩いても 歩いても                  | 横山ゆかり         | 日刊スポーツ映画大賞助演女優賞                                                       |
| 2009   | BALLAD 名もなき恋のうた            | 川上美佐子         |                                                                                      |
| 2010   | 孤高のメス                         | 中村浪子           | 日本アカデミー賞優秀助演女優賞 毎日映画コンクール女優助演賞 ヨコハマ映画祭助演女優賞 |
| 2011   | 奇跡                               | 有吉恭子           |                                                                                      |
| 2012   | はやぶさ 遥かなる帰還              | 井上真理           |                                                                                      |
| 2013   | 東京家族                           | 平山文子           |                                                                                      |
| 2013   | 武士の献立                         | お貞の方           |                                                                                      |
| 2014   | 小さいおうち                       | 康子               |                                                                                      |
| 2015   | ソロモンの偽証 前篇・事件          | 藤野邦子           |                                                                                      |
| 2015   | ソロモンの偽証 後篇・裁判          | 藤野邦子           |                                                                                      |
| 2015   | 海難1890                           | お雪               |                                                                                      |
| 2016   | 64 -ロクヨン- 前編                 | 美那子             |                                                                                      |
| 2016   | 64 -ロクヨン- 後編                 | 美那子             |                                                                                      |
| 2016   | 家族はつらいよ                     | 平田史             |                                                                                      |
| 2017   | 家族はつらいよ2                    | 平田史             |                                                                                      |
| 2018   | 妻よ薔薇のように 家族はつらいよIII | 平田史             |                                                                                      |
| 2019   | 赤い雪 Red Snow                    | 江藤早奈江         |                                                                                      |
| 2019   | あの日のオルガン                   | 柳井房代           |                                                                                      |
| 2020   | ホテルローヤル                     | 田中るり子         |                                                                                      |
| 2023   | 沈黙の艦隊                         | 曽根崎仁美         |                                                                                      |
| 2025   | 沈黙の艦隊 北極海大海戦            | 曽根崎仁美         |                                                                                      |
| 2025   | 俺ではない炎上                     | 山縣芙由子         |                                                                                      |

### テレビドラマ
NHK
- 戦国武士の有給休暇（1994年） - 梢 役
- ゆっくりおダイエット（1994年） - 玲子 役
- 結婚前夜（1998年） - 主演：篠田奈緒 役 ※連続ドラマ初主演
- 加賀百万石〜母と子の戦国サバイバル（1999年） - 京極 役
- 高村薫サスペンス「地を這う虫」（1999年） - 小谷由美 役
- ネット・バイオレンス〜名も知らぬ人びとからの暴力〜（2000年）[26] - 主演：阿南亮子 役
- ある日、嵐のように（2001年） - 椎名みゆき 役
- 菊亭八百善の人びと（2004年） - 主演：杉山汀子 役
- 義経（2005年） - 明子（あきらけいこ）役
- トップセールス（2008年） - 主演：槙野久子 役
- 終戦特集ドラマ 15歳の志願兵（2010年） - 山村登美 役
- NHK特集ドラマ 混声の森（2022年3月26日～27日、BS4K / 2022年7月23日、7月30日、BSプレミアム）- 石田保子 役
- つまらない住宅地のすべての家（2022年10月10日 - 11月16日） - 山崎正美 役[27]
- 老害の人（2024年5月5日 - 6月2日） - 戸山明代 役[28]

日本テレビ
- 87%（2005年） - 主演：小谷晶子 役
- 終戦60年スペシャルドラマ 火垂るの墓（2005年） - 横川京子 役
- 山田太一ドラマスペシャル 遠まわりの雨（2010年） - 秋川桜 役
- 幸福の黄色いハンカチ（2011年） - 島光枝 役

読売テレビ
- 嘘でもいいから（1993年） - 中田麻里 役

TBS
- 木曜日の食卓（1992年） - 宮沢千奈美 役
- 谷口六三商店（1993年） - 谷口明子 役
- 家族A（1994年） - 安西章子 役
- 青い鳥（1997年） - 町村かほり 役
- 新参者（2010年） - 枝川頼子 役（第1・2話スペシャルキャスト）
- おやじの背中 第9話（2014年） - 新城絵美 役
- 中学聖日記（2018年） - 黒岩愛子 役[29]
- 着飾る恋には理由があって（2021年） - 早乙女香子 役[30]

毎日放送
- ビーナスハイツ（1992年）
- 新春ドラマスペシャル トイレの神様（2011年） - 植村洋子 役

フジテレビ
- 愛という名のもとに（1992年） - 神園美和 役
- 金曜エンタテイメント 怪談 KWAIDAN II（1993年） - 月乃（ろくろ首） 役
- 金曜エンタテイメント 人間ドキュメント夏目雅子物語（1993年） - 主演：夏目雅子 役
- あなたの隣に誰かいる（2003年） - 主演：松本梓 役 ※民放連続ドラマ初主演
- 人間の証明（2004年） - 本宮桐子 役
- 任侠ヘルパー（2009年） - 羽鳥晶 役
- 任侠ヘルパースペシャル（2011年） - 羽鳥晶 役
- ガリレオ 第6話（2013年） - 野木祐子 役（ゲスト）
- 金曜プレステージ スペシャルドラマ 鬼女（2013年） - 野元千明 役
- 金曜プレミアム 松本清張スペシャル かげろう絵図（2016年） - 豊春 役[31]

関西テレビ
- 花王ファミリースペシャル 「寿司、食いねェ!」（1995年 - 1997年）※計4回放送[注 4]
- 結婚できない男（2006年） - 早坂夏美 役
- 無理な恋愛（2008年） - 長野かえで 役

テレビ朝日
- 恋愛詐欺師（1999年） - 浜名淳子 役（第3話ゲスト）
- 母とママと、私。〜10年目の再会〜（2007年） - 主演：藤本千恵 役
- テレビ朝日開局50周年記念番組 松本清張 点と線（2007年） - 安田亮子 役
- 松本清張生誕100年スペシャル 夜光の階段（2009年） - 福地フジ子 役
- テレビ朝日開局60周年記念2夜連続ドラマスペシャル 逃亡者 (2020年） - 加倉井陽子 役

北海道テレビ
- HTBスペシャルドラマ「夏の約束」（2002年、テレビ朝日系列全国放送） - 主演：牧村洋子 役

テレビ東京
- テレビ東京開局45周年記念番組 春さらば〜おばあちゃん天国に財布はいらないよ〜（2009年） - 主演：新城かすみ 役
- バイプレイヤーズ 〜もしも6人の名脇役がシェアハウスで暮らしたら〜 第10話（2017年3月18日） - 夏川結衣（本人） 役

テレビ熊本
- 知られざる清浦奎吾の生涯 熊本初の総理大臣（九州地方限定放送、2000年）

BS-TBS
- 開局10周年記念ドラマ 松本清張特別企画 一年半待て（2010年） - 主演：須村さと子 役

WOWOW
- 対岸の彼女（2006年） - 主演：田村小夜子 役
- 尋ね人（2012年） - 主演：杉田李恵 役
- 沈まぬ太陽（2016年） - 恩地りつ子 役[32]

### ニュース番組
- 報道ステーション（2004年 - 2006年、テレビ朝日）※特集「さよなら」ナレーター

### CM
- ユニチカ（1991年）
- ハウス食品 スープファーム（1991年）
- サッポロビール 冬物語（1991年）
- ヤクルト ジョア（1992年 - 1993年）
  - ヤクルト化粧品 リベシィ
- 資生堂 シーズ マイルド洗顔フォーム（1992年）
  - 資生堂 トゥディ（1993年）
- リクルート とらばーゆ（1992年）
- アサヒ飲料 三ツ矢サイダー（1992年）
- 十條キンバリー クリネックス（1993年）
- サントリー リザーブ友の会（1994年）
  - サントリー 南アルプスの天然水（2013年）※ナレーター
- 花王 SOFINA（1995年 - 1999年）
- 西日本シティ銀行（1996年）
- ONWARD 23区（1998年）
- サントリー サントリー天然水 南アルプス（2003年 - 2004年）
- カネボウ 肌美精（2005年）
- 富士通 技術広告（2005年）※ナレーター
- 大正製薬 ナロンエース（2006年 - 2007年）
- 中国電力 エネルギア（2006年 - 2011年）

### 広告
- 黒崎そごう（1988年）
- 野村証券（1992年）

### 舞台
- アイドル、かくの如し（2011年12月 - 2012年1月、本多劇場ほか） - 古賀祥子 役[注 5]

### ラジオ
- FMシアター 「永遠のホームページ 最愛なる者へ」（2003年6月21日、NHK-FM） [34]

### 配信ドラマ
- 沈黙の艦隊 シーズン1 〜東京湾大海戦〜（2024年2月9日 - 、Amazon Prime Video） - 曽根崎仁美 役[35]
- 阿修羅のごとく（2025年1月9日、Netflix） - 枡川豊子 役[36][37]

### インターネット配信
- 日産Webシネマ TRUNK（2003年） - 主演：ミサ 役

## 受賞歴
- 1994年度
  - 第16回ヨコハマ映画祭 最優秀新人女優賞（『夜がまた来る』）
- 1997年度
  - 第15回ザテレビジョンドラマアカデミー賞 助演女優賞（『青い鳥』）[38]
- 2001年度
  - 第27回放送文化基金賞 女優演技賞（『ネット・バイオレンス〜名も知らぬ人びとからの暴力〜』）
  - 第11回日本映画批評家大賞 主演女優賞（『アカシアの道』）[39]
  - 第16回高崎映画祭 助演女優賞（『DISTANCE』）
- 2006年度
  - 第50回ザテレビジョンドラマアカデミー賞 助演女優賞（『結婚できない男』）[40]
- 2008年度
  - 第21回日刊スポーツ映画大賞・石原裕次郎賞 助演女優賞（『歩いても 歩いても』）
  - 第23回高崎映画祭 助演女優賞（『歩いても 歩いても』）
- 2010年度
  - 第34回日本アカデミー賞 優秀助演女優賞（『孤高のメス』）[41]
  - 第65回毎日映画コンクール 女優助演賞（『孤高のメス』）
  - 第32回ヨコハマ映画祭 助演女優賞（『孤高のメス』）
  - 第20回東京スポーツ映画大賞 助演女優賞（『孤高のメス』）